# Anomiopsyllus oaxacae
Anomiopsyllus oaxacae är en loppart som beskrevs av Barnes 1965. Anomiopsyllus oaxacae ingår i släktet Anomiopsyllus och familjen mullvadsloppor. Inga underarter finns listade i Catalogue of Life.